# Videoclub
Videoclub (gestileerd als VIDEOCLUB) was een Frans muzikaal duo bestaande uit Adèle Castion en Mattyeux Reynaud. Ze maken vooral muziek in het thema van de jaren tachtig.
Bekend stonden ze vooral om het nummer "Amour plastique", dat zelfs in het buitenland zeer populair werd door TikTok. Het lied werd gebruikt onder een video waarbij een moedeloze Napoleon Bonaparte zegt: "There is nothing we can do", dat in het Nederlands vertaalt als: "Er is niks wat we nog kunnen doen," nadat hij de Slag bij Waterloo verloren heeft. Het lied is op spotify al ruim 300 miljoen keer afgespeeld.
Verder hebben ze nog andere bekende singles gemaakt als "Roi" en "Mai". In totaal kwamen er 7 stuks, en uiteindelijk een album genaamd Euphories. 
Na 3 jaar samen liedjes te hebben gemaakt maakt Mattyeux Reynaud op 31 maart 2021 bekend dat het duo zal stoppen en zich vooral zal focussen op solo-projecten.

## Bandleden
- Adèle Castillon - zang en keyboards
- Matthieu Reynaud - zang, gitaar, keyboards en drums

## Discografie

### Albums
- 2021: Euphories

### Singles
- 2018: "Amour plastique"
- 2018: "Roi"
- 2019: "En nuit"
- 2019: "Mai"
- 2020: "Enfance 80"
- 2020: "Euphories"